# Promessa d'amore
Promessa d'amore è un film del 2004 diretto da Ugo Fabrizio Giordani.